# CP série 1930
La série 1930 est un modèle de locomotive à traction diesel similaire aux CC 72000 de la SNCF.